# Leonard (Dakota Północna)
Leonard – miasto w Stanach Zjednoczonych, w stanie Dakota Północna, w hrabstwie Cass.